# Хужир (Иркутская область)

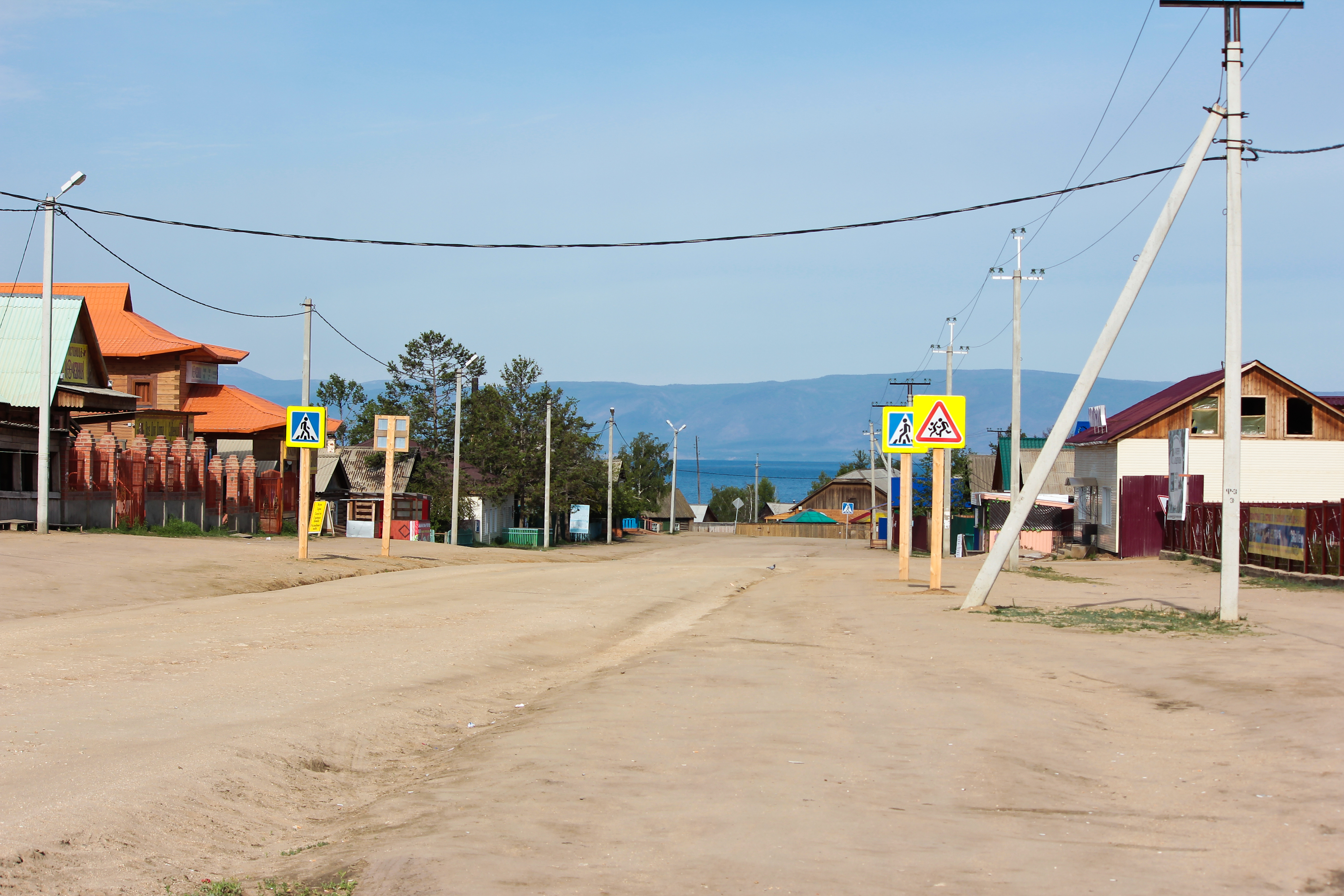
Байкальская улица — главная в посёлке

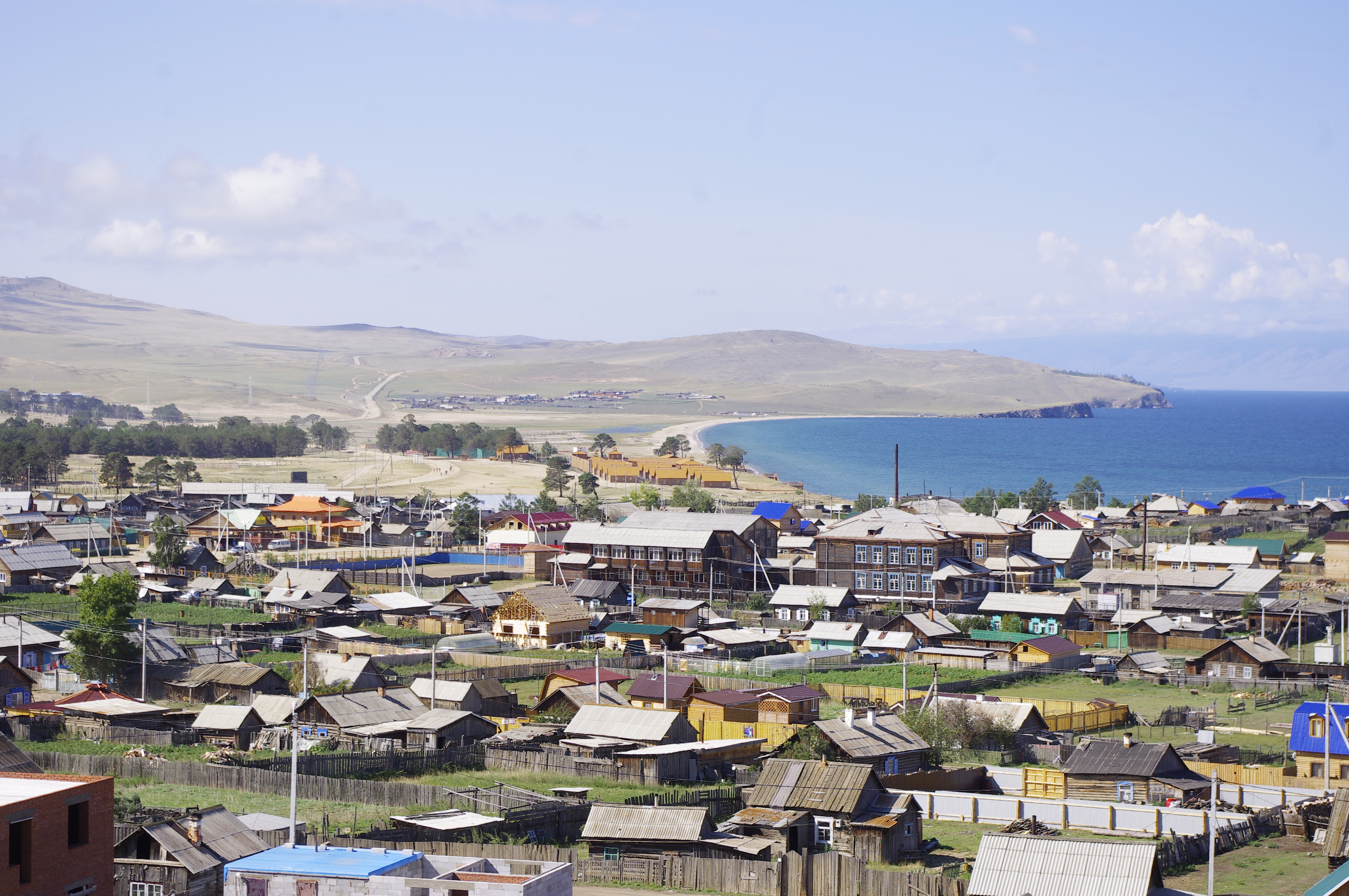
Вид на посёлок

Хужи́р (бур. Хужар — «солончак») — посёлок (в 1946—2014 годах — посёлок городского типа) в Ольхонском районе Иркутской области. Административный центр Хужирского муниципального образования.

## География
Расположен на северо-западном побережье острова Ольхон на берегу Малого Моря в 35 км от паромной переправы МРС — остров Ольхон, в 86 км к северо-востоку от районного центра села Еланцы. Севернее посёлка Хужир находится мыс Бурхан (Скала Шаманка), восточнее которого на 3 км протягивается Сарайский залив с песчаным пляжем, врезающимся на 0,5 км в береговую линию.

## История
Основан в 1938 году в связи с созданием рыбоконсервного производства на базе Маломорского рыбзавода (ММРЗ).
Статус посёлка городского типа (рабочего посёлка) с 1946 года. С 2014 года — сельский населённый пункт.

## Климат
Климат в посёлке Хужир является умеренно холодным. Летом (июль — август) гораздо больше осадков, чем зимой (октябрь — апрель). По классификации климатов Кёппена — влажный континентальный климат (индекс Dwb) с сухим сезоном зимой и прохладным летом.
| Показатель                    | Янв.  | Фев.  | Март  | Апр. | Май  | Июнь | Июль | Авг. | Сен. | Окт. | Нояб. | Дек.  | Год  |
| ----------------------------- | ----- | ----- | ----- | ---- | ---- | ---- | ---- | ---- | ---- | ---- | ----- | ----- | ---- |
| Средний суточный максимум, °C | −18,8 | −14,4 | −3,7  | 5,6  | 14,5 | 21,1 | 23,3 | 21,3 | 14,3 | 4,6  | −6,5  | −14,4 | 3,7  |
| Средняя температура, °C       | −23,9 | −20,9 | −10,9 | −0,6 | 7,1  | 13,7 | 16,9 | 15,2 | 8,2  | −0,6 | −11,5 | −19,2 | −2,2 |
| Средний суточный минимум, °C  | −28,9 | −27,3 | −18,1 | −6,7 | −0,2 | 6,3  | 10,5 | 9,1  | 2,1  | −5,7 | −16,4 | −24   | −7,7 |
| Норма осадков, мм             | 9     | 5     | 4     | 11   | 20   | 42   | 77   | 64   | 39   | 17   | 19    | 19    | 326  |
| Источник: Климат Хужира       |       |       |       |      |      |      |      |      |      |      |       |       |      |

## Население
| 1959  | 1970  | 1979  | 1989  | 2002  | 2009  |
| ----- | ----- | ----- | ----- | ----- | ----- |
| 2951  | ↘1323 | ↘1152 | ↗1219 | ↘1148 | ↗1273 |
| 2010  | 2011  | 2012  | 2013  | 2014  |       |
| ↘1251 | →1251 | ↗1305 | ↗1336 | ↗1350 |       |

## Транспорт
Транспортное сообщение Хужира и всего Ольхона с материком осуществляется через паромную переправу МРС — Остров Ольхон, расположенную в 36 км юго-западнее посёлка. Сообщение было нерегулярным, зависело от погодных условий на Байкале, длительности ожидания очереди на паром. Сейчас паромы отправляются по расписанию.
Имеется автобусное сообщение с Иркутском (маршруты № 504, 507). Перевозка автотранспорта и пассажиров на паромной переправе бесплатная. Рейсовые автобусы проходят на паром вне очереди.
Действует аэропорт Хужир, находящийся в 6 км северо-восточнее Хужира у деревни Харанцы, он принимает маломоторные рейсовые самолёты из Улан-Удэ.
Дороги на острове, в том числе улицы Хужира, не имеют асфальтового покрытия. В 2025 году заасфальтирована дорога между Хужиром и Харанцами, и главная улица Хужира — Байкальская улица.

## Экономика
В настоящее время основным занятием местных жителей является обслуживание туристических потоков.
В Хужире организован информационно-туристический центр, являющийся местным туроператором. Построены семейные гостиницы и туристические базы. Предлагаются пешие, автомобильные, конные, велосипедные и водные экскурсии по различным достопримечательностям острова и прилегающей акватории. Среди туристов популярна рыбная ловля.
В прошлом градообразующим предприятием был Маломорский рыбозавод (ММРЗ), на котором было занято практически всё население, закрыт в 2016 году.

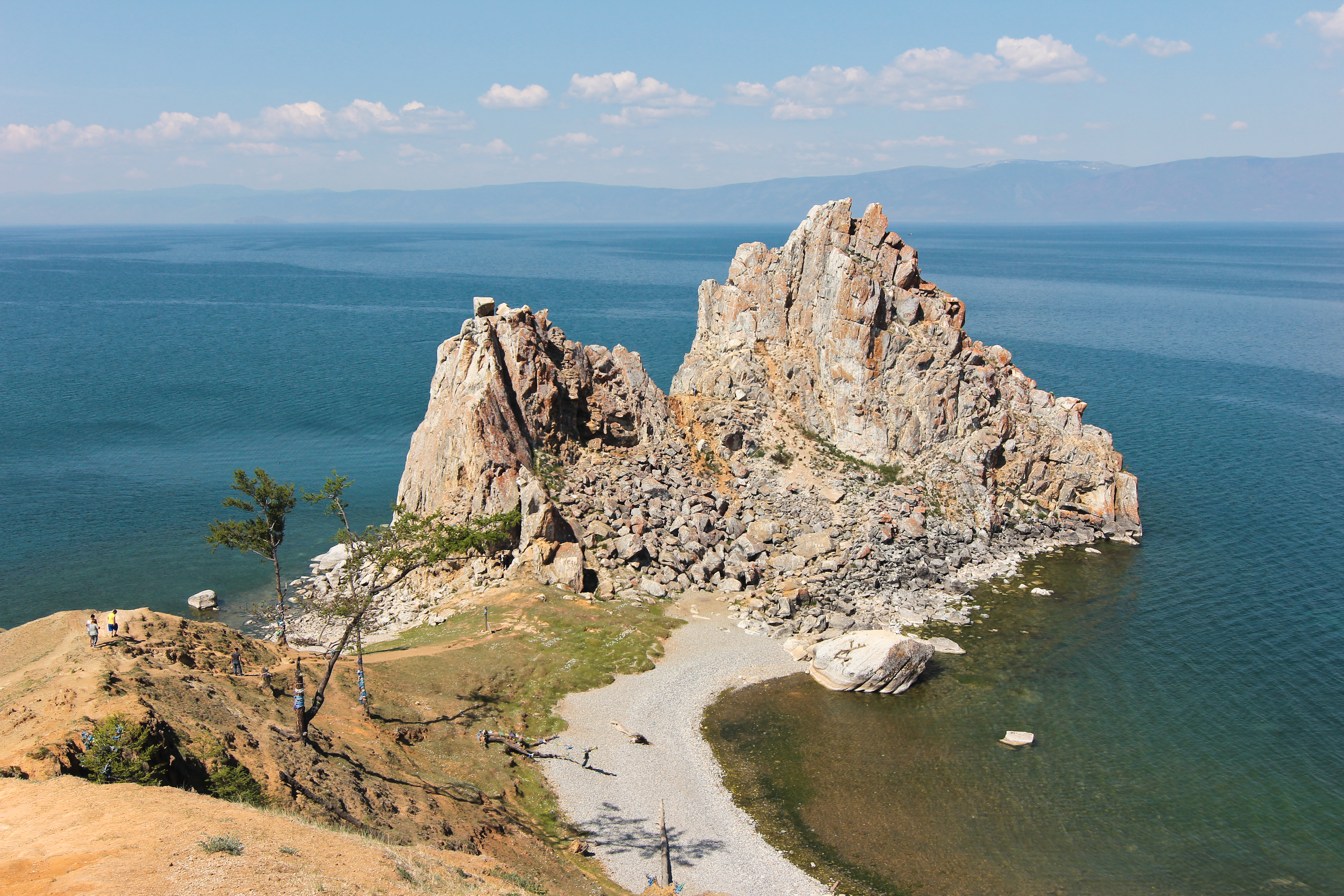
Мыс Бурхан и скала Шаманка

.

## Достопримечательности
- Скала Шаманка. Одно из древнейших бурятских сакральных мест, в котором, по поверью, живёт хозяин острова, старший и самый сильный из северных нойонов — сыновей божественных тэнгриев Хан Хутэ-баабай (Хан Хото-бабай).
- Священные столбы Сэргэ на Ольхоне.
- Священная роща
- Скала Богатырь
- Лик Байкала

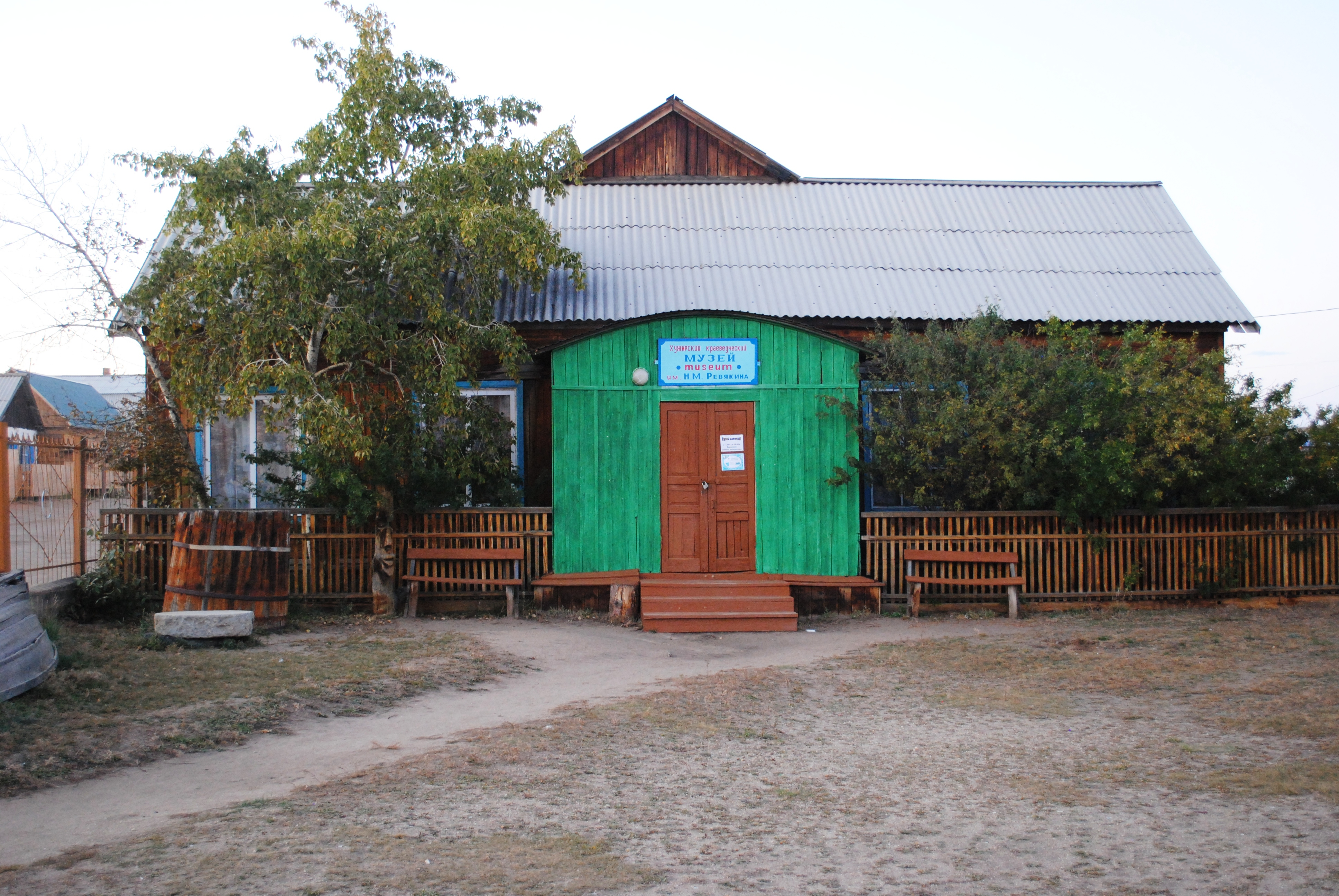
Хужирский краеведческий музей

- Хужирский краеведческий музей им. Н. M. Ревякина. Представлен коллекциями различных предметов, рассказывающих о жизни и культуре островитян. Временно́й диапазон распространяется от стоянок человека времён неолита до наших дней. Здесь можно увидеть каменные наконечники стрел, нагрудные знаки монгольских воинов, материалы, рассказывающие о ритуале кремации усопших бурят, жизни на острове политических ссыльных в советское время, флоре и фауне Ольхона[22]:268.
- Арт-галерея Ощепковых, где представлены артефакты бурятского быта и первых поселенцев на Ольхоне, выставлены картины местных художников о Байкале, а также действует сувенирная лавка.
- Заброшенный рыбзавод на Байкале (ММРЗ).

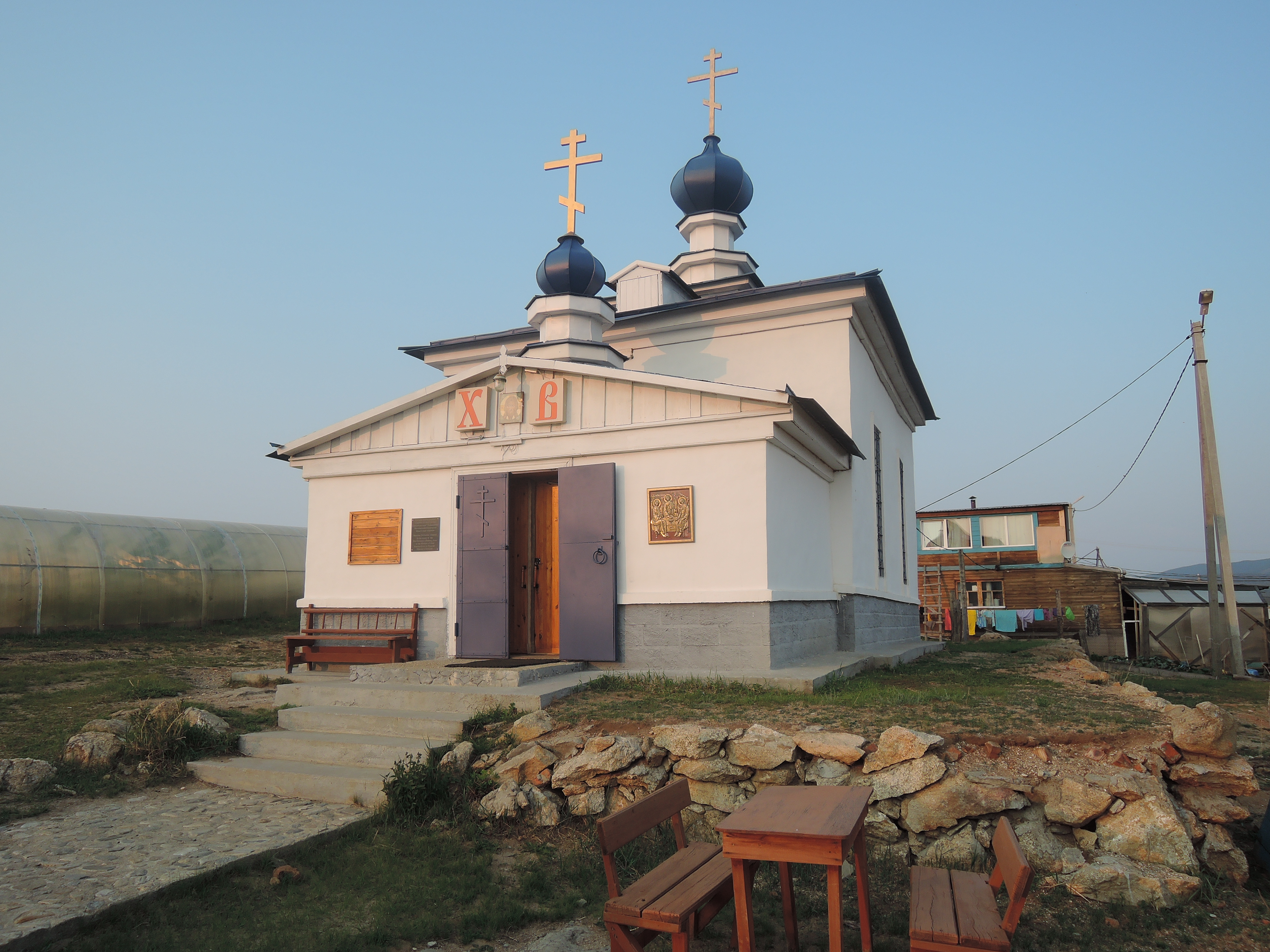
Церковь Державной иконы Божией Матери

- Храм Державной иконы Богородицы. Построен в 2007 году, является единственным православным храмом на острове Ольхон[23].
- Международный летний театральный центр «Ольхон», работа которого ежегодно проводится в посёлке, начиная с 2000 года. Организуется общественной организацией «Творческие театральные мастерские» (Ангарск) под руководством заслуженного работника культуры России Александра Ивановича Кононова. МЛТЦ «Ольхон» включает в себя Фестиваль любительских театральных коллективов «Сибирская рампа», а также цикл занятий ведущих театральных специалистов России для актёров и режиссёров любительских коллективов. Театральный центр широко известен в России и за рубежом благодаря своей инновационной форме: и занятия, и спектакли проходят на природе[24].